# Mils bei Imst
Pour les articles homonymes, voir Mils (homonymie).

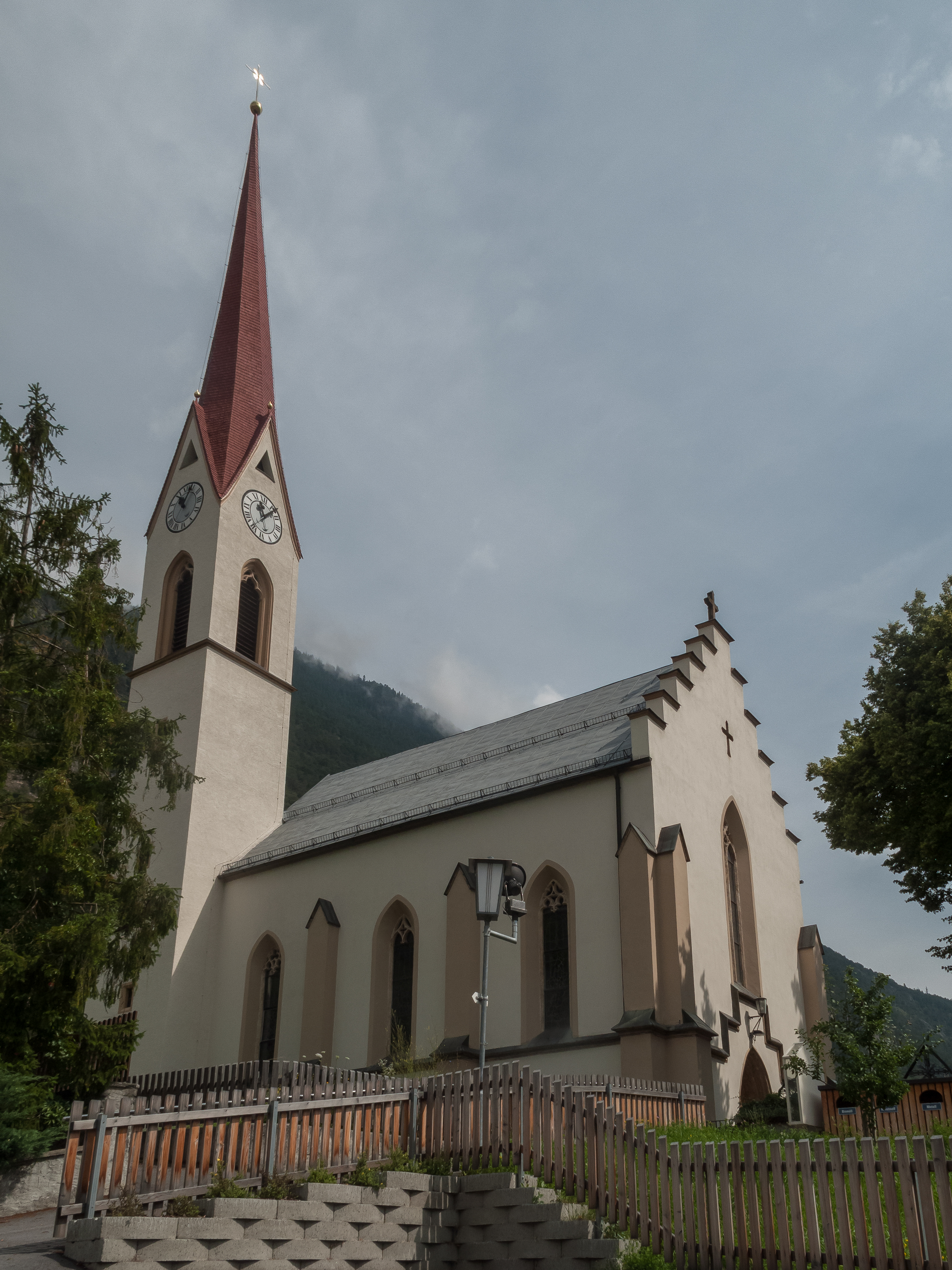
Église : katholische Pfarrkirche heilige Sebastian.

Mils bei Imst est une commune autrichienne du district d'Imst dans le Tyrol.

## Personnalités liées à la commune
- Helene Thurner (1938-), lugeuse.
- Norbert Gstrein (1961-), écrivain.
- Bernhard Gstrein (1965-), skieur alpin.